# CubeBel-1
CubeBel-1 (другое название — BSUSat-1) — белорусский космический аппарат дистанционного зондирования Земли. Наноспутник, разработанный Белорусским государственным университетом, первый университетский спутник в системе белорусского образования и третий белорусский объект на околоземной орбите. Запуск осуществился в Китае с космодрома «Цзюцюань» (JSL) 29 октября 2018 года в 08:43 по пекинскому времени вместе с китайско-французским океанографическим аппаратом, и ещё четырьмя наноспутниками. Аппарат был выведен ракетой-носителем «Чанчжэн-2C» на орбиту высотой примерно в 500 км.

## Аппарат
Аппарат представляет собой стандартный спутник на платформе Cubsat размерами 20x10x10 см и массой — чуть больше 1,6 кг. Он оснащён системами энергоснабжения, управления, ориентации и стабилизации, телекоммуникации
В качестве полезной нагрузки на спутнике установлена цифровая камера, радиационный спектрометр, инфракрасный детектор.
Спутник был оснащён цифровым ретранслятором для радиолюбительского сообщества.

## Цели
CubeBel-1 является демонстрационным спутником для тестирования спутниковых силовых установок, систем связи и сбора данных. Основные цели, которые ставились перед спутником:
- Проверка нового программного комплекта по обеспечения магнитной ориентации;
- Мониторинг радиационного фона с помощью радиационного спектрометра;
- Протестировать новую систему навигации с помощью системы, основанной на использовании GPS-приёмника;
- Выполнить съёмку Земли в оптическом и инфракрасном диапазоне с низкой околоземной орбиты;
- Провести радиолюбительскую передачу[3]

## Эксплуатация
В научных целях проводится изучение и исследование радиационных полей околоземного пространства, радиационной стойкости электронных элементов, дистанционное зондирование Земли.
Образовательная составляющая использует наноспутник как летающую учебно-научную лабораторию. Вместе с наземным комплексом управления, приёма и обработки данных студенты в реальных условиях осваивают космические технологии и проводят научные исследования. В рамках практических занятий студенты учатся получать и обрабатывать телеметрические и спутниковые снимки, тестировать различные алгоритмы стабилизации, рассчитывать орбитальные элементы, изучать гамма-спектры на низкой околоземной орбите и др. Практические знания были получены во время полного цикла разработки, создания и использования космических аппаратов.